# اوگو سرسا
اوگو سرسا (انگلیسی: Ugo Ceresa; ۵ فوریهٔ ۱۹۱۵ – ۲ اکتبر ۱۹۹۰) بازیکن فوتبال اهل ایتالیا بود.
از باشگاه‌هایی که در آن بازی کرده‌است می‌توان به باشگاه فوتبال آ.اس. رم، باشگاه فوتبال آلساندریا، و باشگاه فوتبال اسپال اشاره کرد.